# منطقة رايشور
رايشور رمزها «RA» (بالإنجليزية: Raichur)‏ ، هو تقسيم إداري لدولة الهند تتبع ولاية كارناتاكا (بالإنجليزية: Karnataka)‏ ، مركزها هو مدينة رايشور (بالإنجليزية: Raichur)‏ عدد سكانها حسب تعداد سنة 2001 هو 1,648,212 ، مساحتها 6,839 كم² وكثافة السكان 241 لكل كم² .